# Mathikolóni
Mathikolóni (grec moderne : Μαθικολώνη) est un village de Chypre situé dans le district de Limassol.